# Geórgios Papastámkos
Georgios Papastamkos (Γεώργιος Παπαστάμκος, né le 5 mars 1955, près de Sérvia, dans le nome de Kozani) est un homme politique grec, membre de la ND. Député européen, il est vice-président du Parlement européen de 2012 à juin 2014.